# Військовий туризм
Військовий туризм (воєнний туризм, мілітарі туризм, зброярський туризм) — різновид туризму, метою якого є відвідання місцевості, пов'язаної з військовими та воєнними діями.
Ідея військового туризму полягає в тому, щоб зібрати максимум інформації про різні періоди історії.[джерело?] В Україні до військового туризму відносять замки, і пов'язані з ними військові дії, а також Фортифікаційні споруди, місця відомих битв, ДЗОТи, ДОТи, окопи, залишки техніки, бункери, великі оборонні лінії часів І та ІІ світових воєн, музеї зброї, танки та військова техніка, місця поховання загиблих воїнів.
Військовий туризм — це туризм на місцях боїв і історичних битв для всіх зацікавлених, а також для ветеранів і родичів загиблих воїнів, відвідання існуючих та історичних військових об'єктів і полігонів, бойових морських кораблів, підводних човнів, катання на військовій техніці, стрільба зі зброї на полігонах і в тирах, участь у військових навчаннях та маневрах, перебування на полігонах як глядачів — мілітарі тур, до таких також можна віднести і тури на відвідання воєнних концтаборів та в'язниць. [джерело?] Військовий туризм поділяють на такі підвиди:
- відвідування історичних місць і музеїв — військово-історичний туризм;
- стрільба з різних видів зброї, стрітбол чи пейтбол, відвідання магазинів зброї та ножів — зброярський туризм;
- життя в армійських умовах і участь у програмах військової підготовки, скаутинг, відвідання різних об'єктів і полігонів, катання на військовій техніці, польоти на військових літаках і вертольотах — мілітарі-туризм;
- відвідування «гарячих» точок планети та місць бойових дій — воєнний туризм.[джерело?]

Найбільш динамічно розвивається військовий туризм у таких країнах, як США, Росія, Ізраїль, Франція, Україна, Чехія, Німеччина.
В Україні мілітарі-туризм активно розвивається в Карпатах, зокрема в Закарпатті.[джерело?]

## Ранні війни

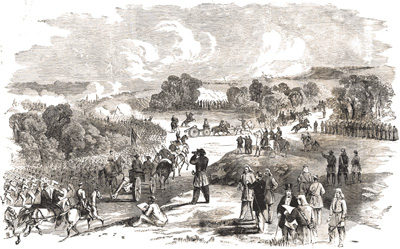
Туристи спостерігають за першою битвою під Булл-Раном, Солдат у нашій громадянській війні Френка Леслі (1893)

Художники-баталісти та кореспонденти, такі як Віллем ван де Вельде, вважаються першими воєнними туристами. Ван де Вельде вийшов у море в 1653 році на невеликому човні, щоб спостерігати за морською битвою між голландцями та англійцями, роблячи багато замальовок на місці.

### Кримська війна
Під час Кримської війни туристи на чолі з Марком Твеном відвідували зруйноване місто Севастополь — він навіть сварив своїх супутників за те, що вони забирали на сувеніри уламки снарядів. Князь Меншиков запросив севастопольських дам спостерігати за битвою на Альмі з сусіднього пагорба. Фанні Дюберлі поїхала зі своїм чоловіком до Криму в 1854 році і залишалася з ним протягом усього часу, незважаючи на протести командирів, таких як лорд Лукан. Як єдина жінка на передовій, вона була в центрі уваги. Їй заздалегідь повідомляли про заплановані атаки, що давало їй можливість зайняти вигідну позицію для їх спостереження.

### Громадянська війна в США
Перша битва під Булл-Раном, також відома як Перша битва при Манассасі, відбулася 21 липня 1861 року в окрузі Принс-Вільям, Вірджинія, поблизу міста Манассас. Це була перша велика сухопутна битва Громадянської війни в США. Очікуючи легкої перемоги Союзу, заможна еліта з сусіднього Вашингтона, включаючи конгресменів та їхні родини, приїхала на пікнік, щоб спостерігати за битвою. Коли армія Союзу була відкинута, дороги назад до Вашингтона були заблоковані панікуючими цивільними, які намагалися втекти у своїх екіпажах. Френк Леслі створив гравюру цієї події під назвою Солдат у нашій громадянській війні. Битва під Геттісбургом також спостерігалася низкою туристів, включаючи Артура Ліона Фрімантла.

### Кінець XIX століття
Томас Кук почав просувати тури на поля битв Другої англо-бурської війни ще до закінчення конфлікту. Різноманітні інші туристичні агенти рекламували легкодоступні та мальовничі поля битв Тугели та Ледісміта. Групи туристів також уважно стежили за Французько-прусською війною, відвідуючи поля битв незабаром після завершення боїв. Вищезазначене критикували Альфред Мілнер, The Observer та Панч.
Один із перших туристичних агентів, Генрі Гейз, створив тур, який включав поле битви під Ватерлоо у 1854 році. Ватерлоо також було місцем призначення туру 1886 року Політехнічної туристичної асоціації, під час якого школярі та вчителі відвідували це місце з освітньою метою. Згідно з путівником Thomas Cook 1913 року, зростаюча популярність Ватерлоо як туристичної пам'ятки призвела до появи численних шарлатанів, які стверджували, що брали участь у битві. У путівнику також наголошувалося на процвітаючій торгівлі реліквіями та сувенірами, пов'язаними з битвою.

### Перша світова війна
Незважаючи на критику, воєнний туризм продовжував розвиватися, йдучи в ногу з розвитком туристичної галузі загалом. На початку Першої світової війни стало очевидним, що після її закінчення пов'язані з нею поля битв привернуть значну увагу потенційних туристів. Хоча випадки воєнного туризму під час Великої війни були задокументовані, вони залишалися обмеженими через опір французької влади.
Після закінчення війни попередні випадки трофейного полювання були замінені візитами у стилі паломництва. Британський розвідник Г'ю Поллард описав Іпрський виступ як святу землю через велику кількість могил Антанти в регіоні. Численні ветерани поділяли ці думки. Англіканський та католицький релігійний туризм у міжвоєнний період все більше пов'язувався з воєнним туризмом. У вересні 1934 року 100 000 католицьких колишніх військовослужбовців з обох сторін конфлікту відвідали Лурд, щоб помолитися за мир. Велика кількість англіканських туристів також здійснювала тури на поля битв Палестинської кампанії. Греція, Туреччина та Італія також стали популярними напрямками воєнного туризму.
Велика кількість путівників по полях битв, випущених різними туристичними агентствами, ще більше сприяла зростанню воєнних турів. Дослідження 1936 року виявило, що більшість воєнних туристів того періоду керувалися цікавістю або віддавали шану своїм загиблим родичам. Сьогодні туризм по полях битв Першої світової війни приваблює десятки тисяч туристів до колишніх зон бойових дій на Західному фронті та в Дарданеллах.

### Друга світова війна
Після закінчення Другої світової війни колишні поля битв створили нові напрямки воєнного туризму. Сайпан, а також інші поля битв на Тихому океані, стали місцем паломництва для японських ветеранів, які перепоховали та встановили пам'ятники своїм загиблим товаришам.